# Village artisanal de Soumbedioune
Le Village artisanal de Soumbedioune est un lieu consacré aux arts situé en face du quartier de la médina à Dakar au Sénégal. Il a été créé entre 1961 et 1962, ,. 

## Historique
Créé dans les années 1960 par le Président Léopold Sédar Senghor, le village artisanal de Soumbedioune compte 349 ateliers et figure dans le répertoire touristique du Sénégal,,.

## Localisation
Le Village artisanal de Soumbedioune se situe sur la Corniche ouest dans la ville de Dakar.

## Description
Rassemblés par métiers, les artisans y présentent une vaste sélection d'œuvres. On y découvre aussi divers articles en cuir (vache, serpent, chèvre, crocodile) ainsi que des bijoux,.
Malgré la fréquentation touristique, les artisans de Soumbedioune souffrent d'un manque de soutien gouvernemental et de concurrence de produits importés,,,.

## Galerie

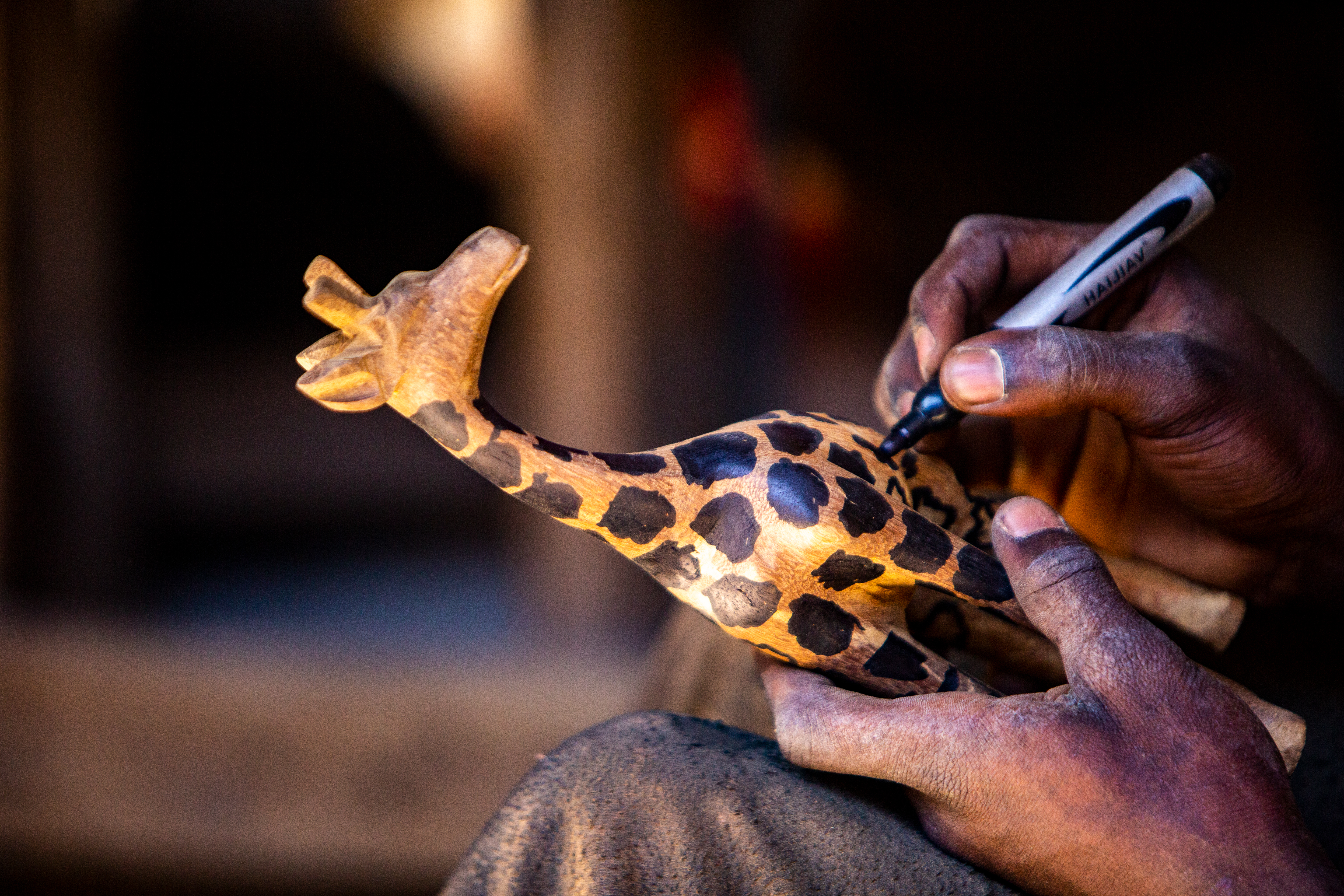
Travail à la main, finition d'une statuette Girafe en bois au village artisanal de Soumbedioune
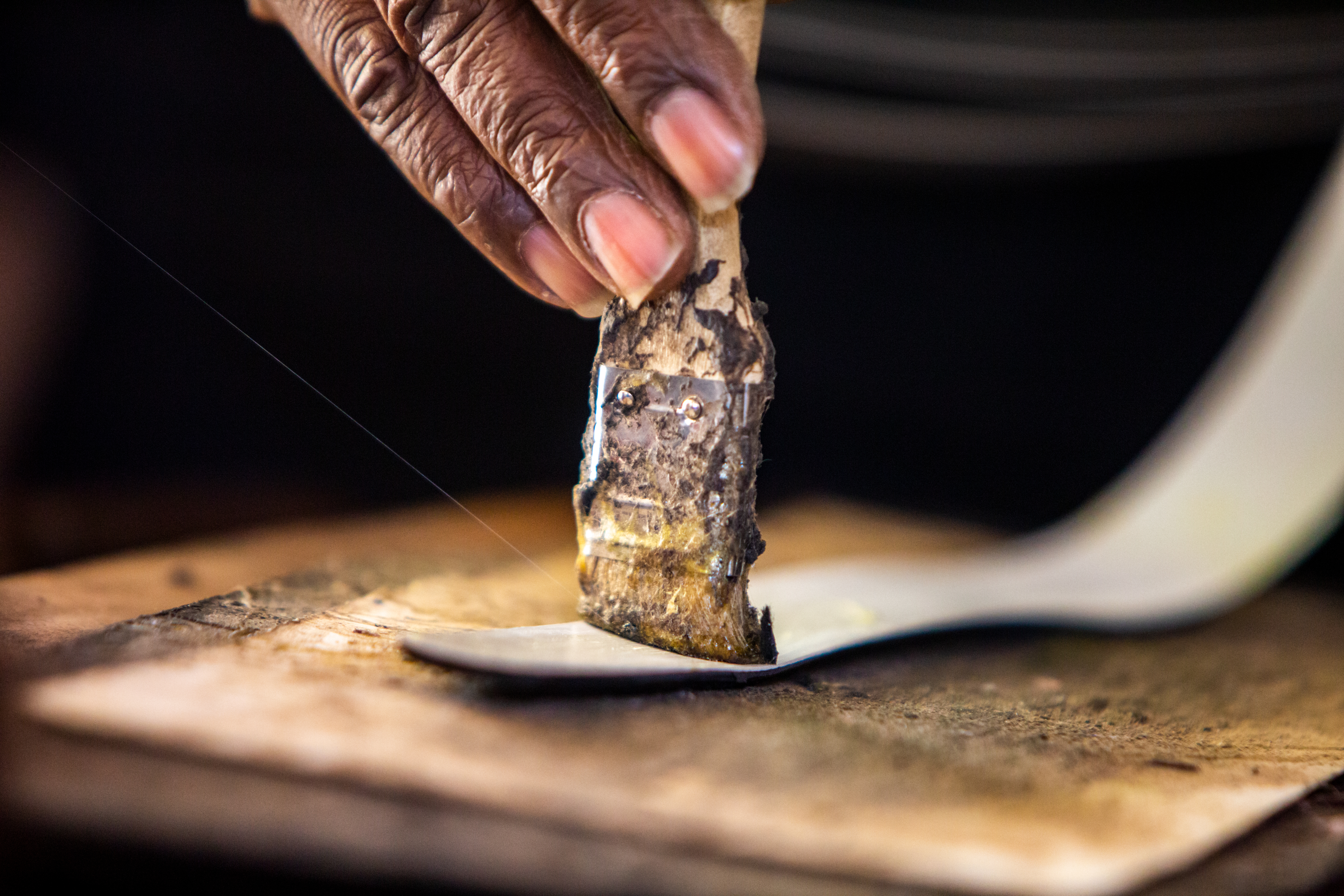
Fabrication d'une ceinture artisanale en cuir au village artisanal de Soumbedioune
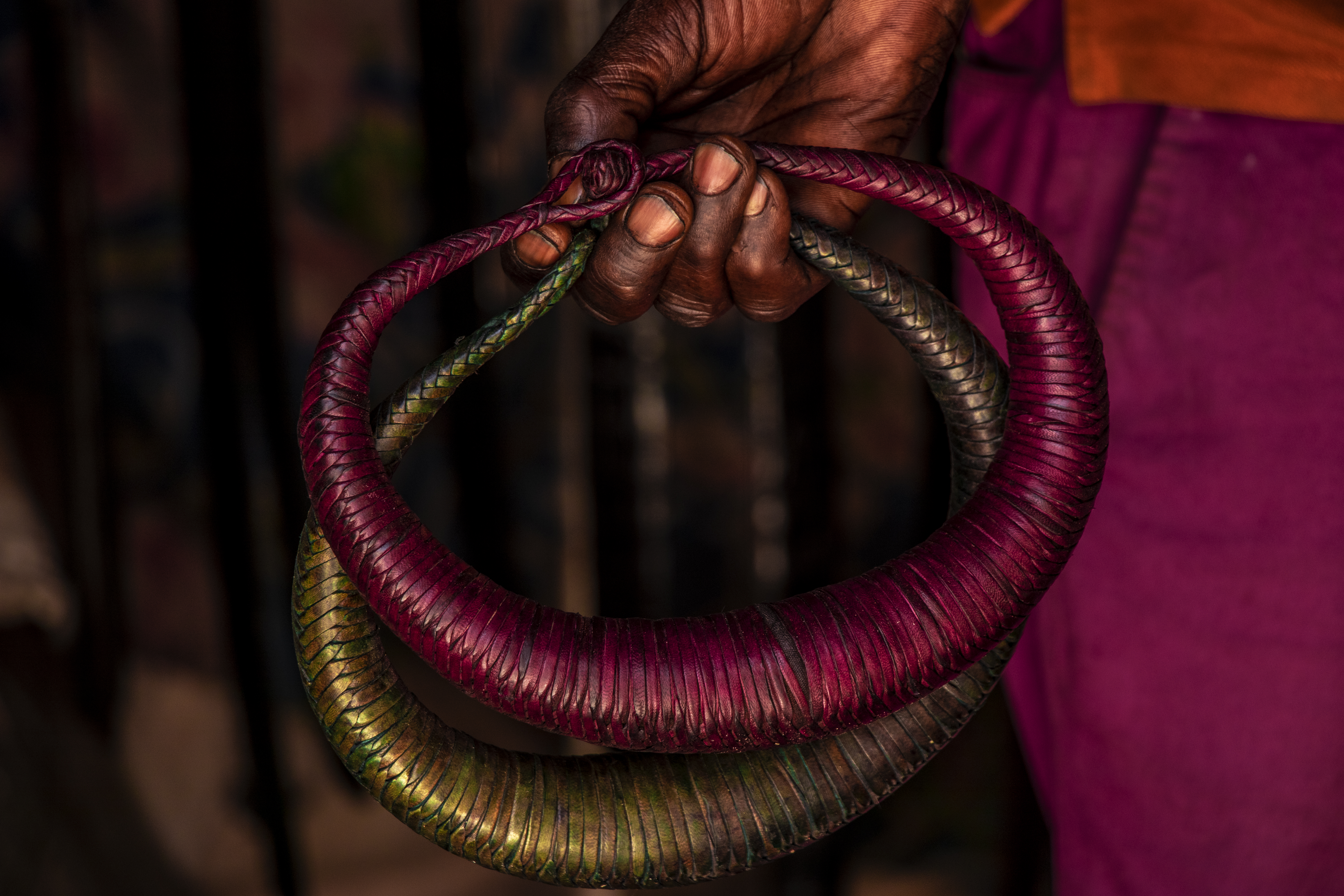
Colliers de "baye fall"
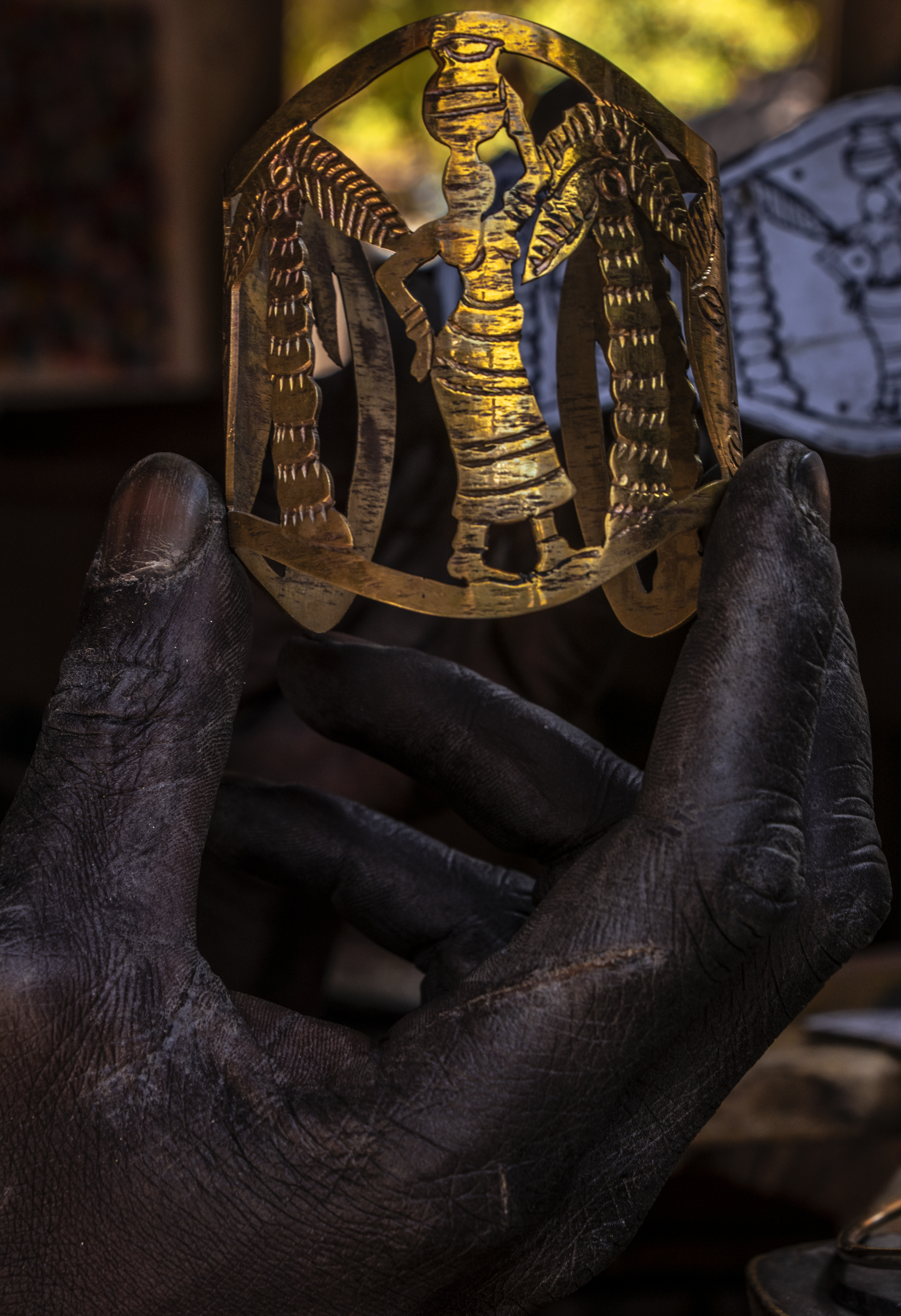
bijou au village artisanal de Soumbedioune
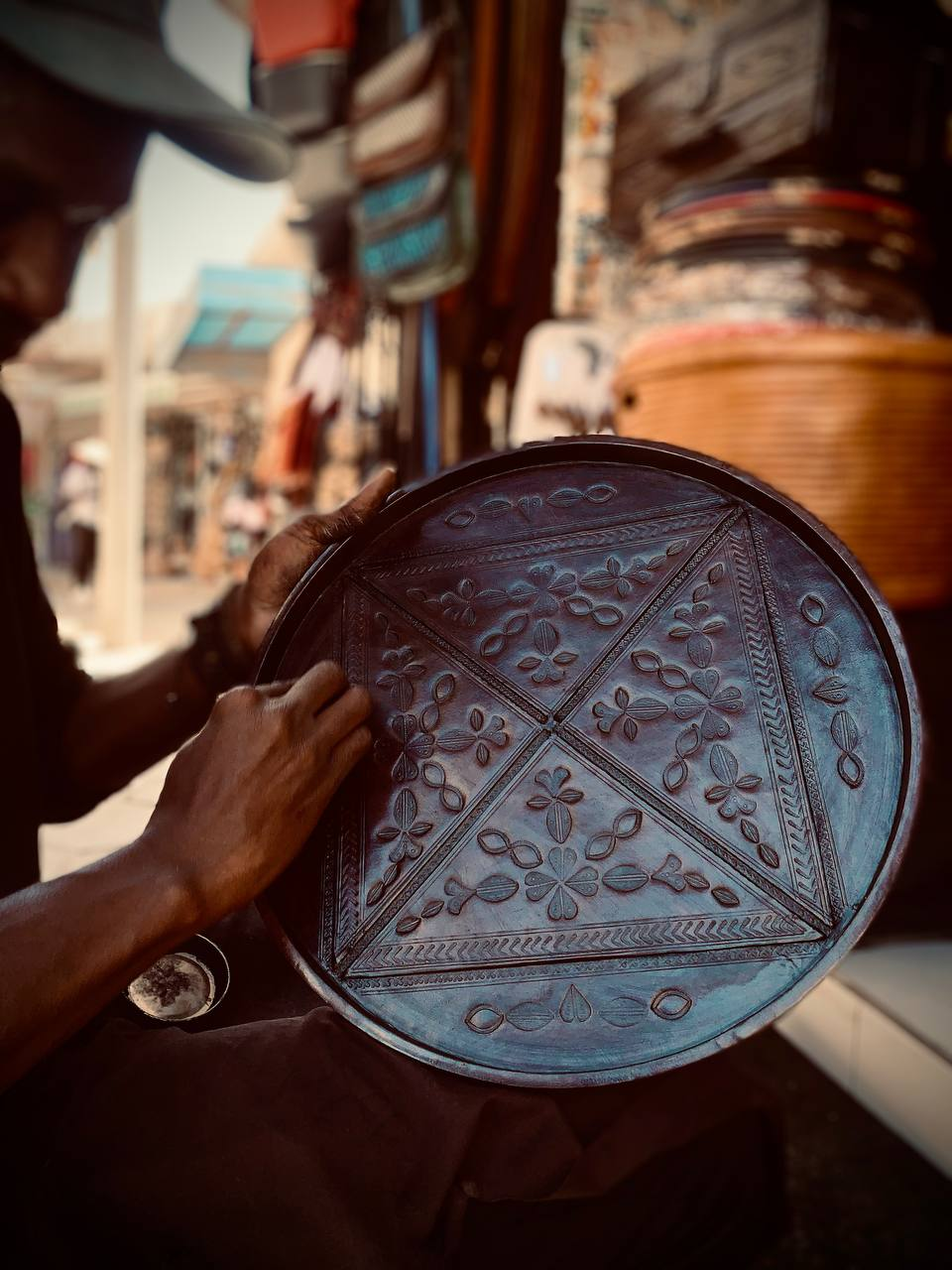
Finition d'une boite en cuir au village artisanal de Soumbédioune.
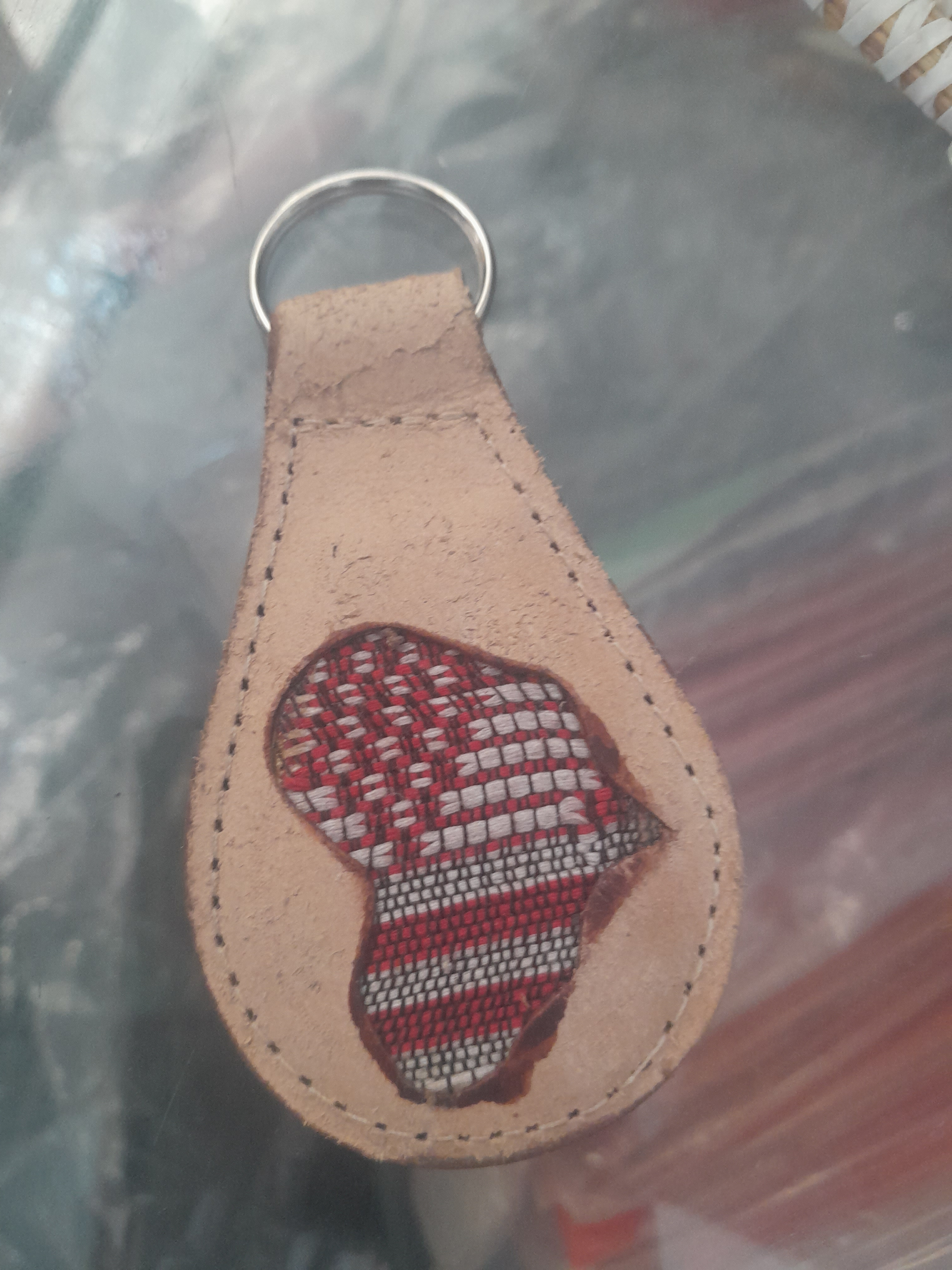
Porte clés en cuir et pagne tissé à Soumbedioune
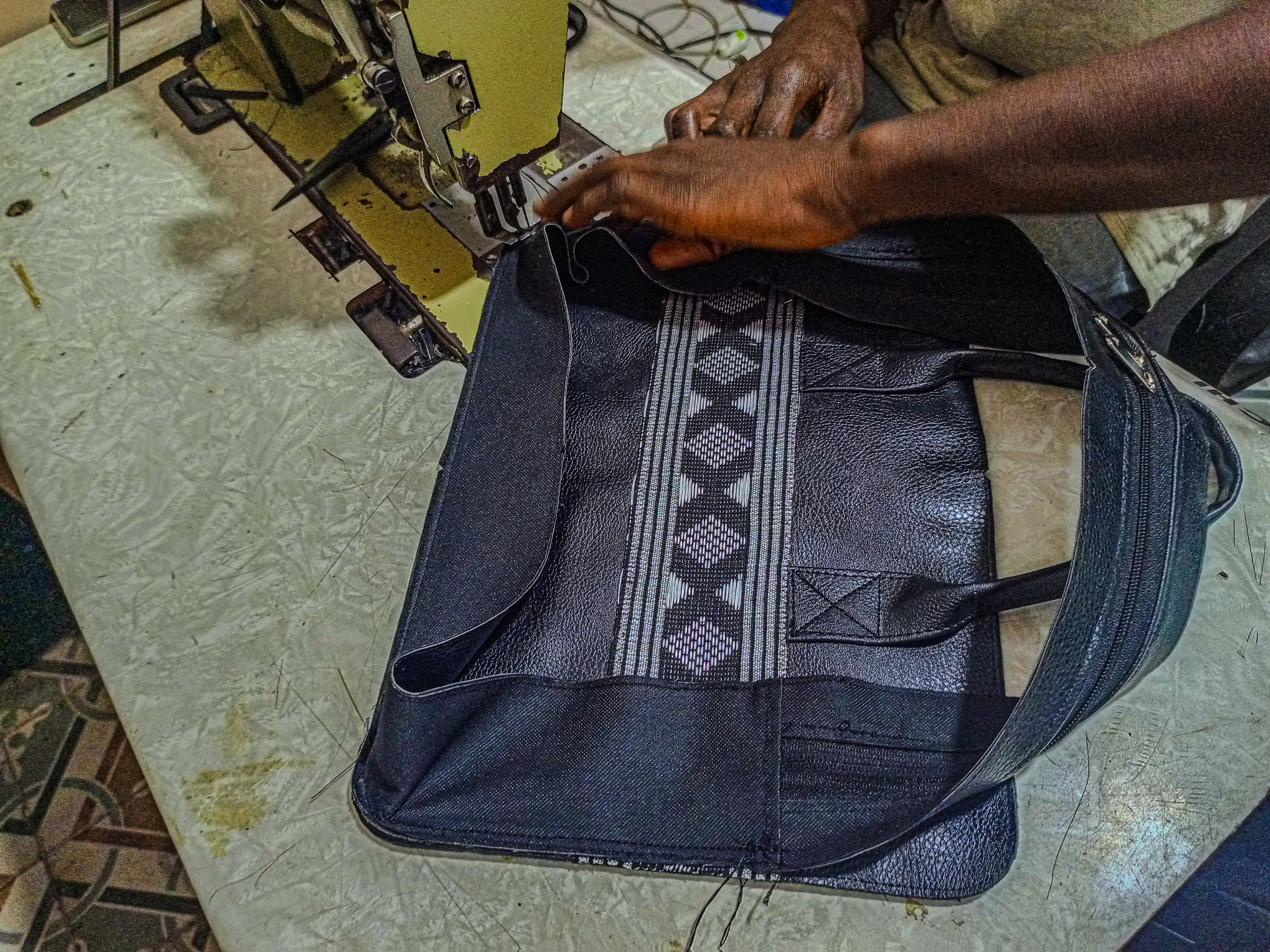
Fabrication de sac pour ordinateur en cuir et pagne tissé au village artisanal de Soumbedioune
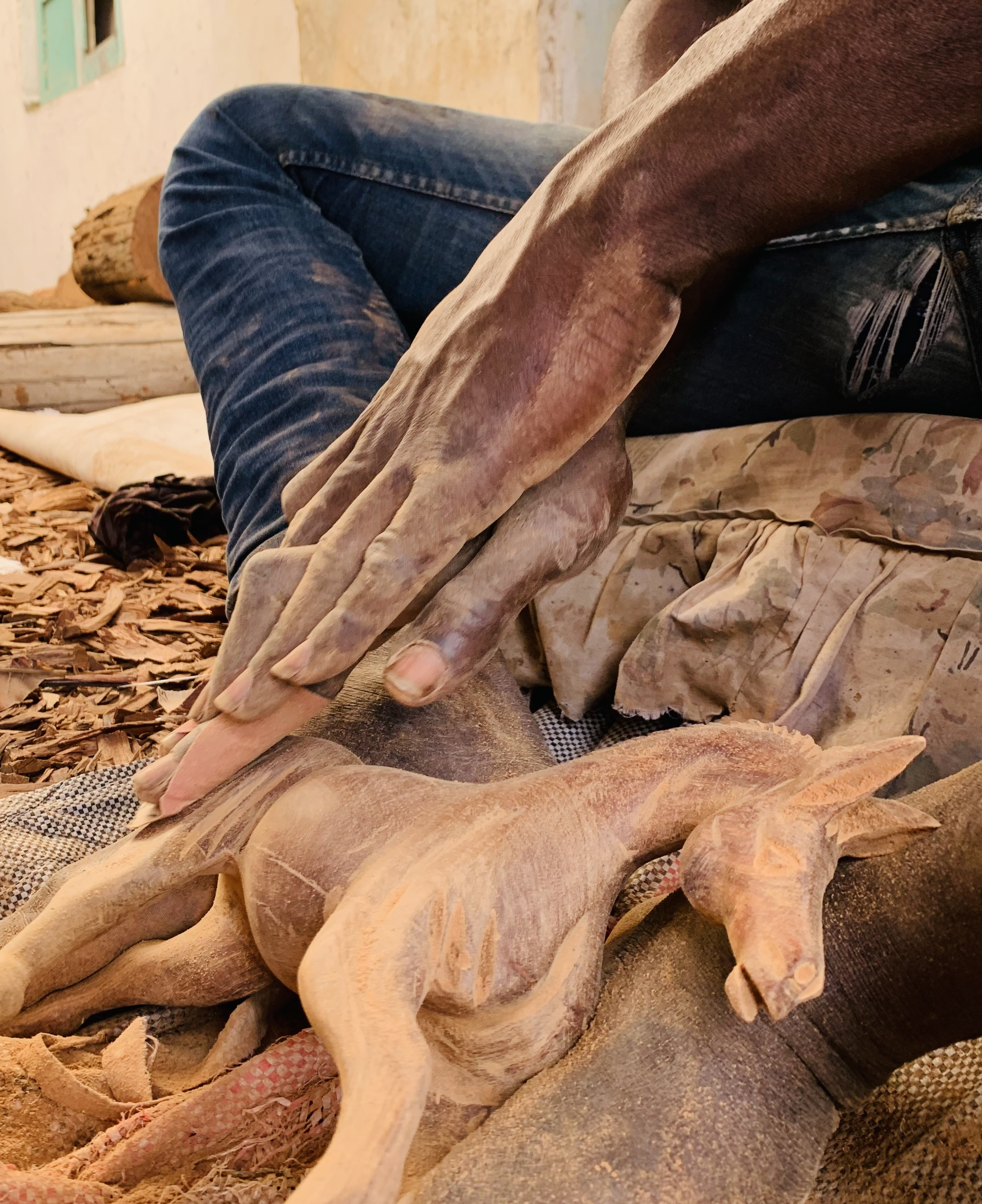
Sculpteur façonnant une figurine de cheval en bois au village artisanal de Soumbedioune.